# 유중희 (1904년)
유중희(柳重熙, 1904년 7월 15일 ~ 1937년 5월)는 일제강점기에 만주 지역에서 활동한 사회주의 운동가이다.

## 생애
본적지는 함경북도 성진군이다. 1924년에서 옌지에서 옌지사범학교를 졸업하고 1925년을 전후로 상하이파 조선공산당의 당원으로 사회주의 운동에 종사했다. 1926년에는 지린에서 만주공산청년회의 지부 책임자를 맡고 1930년에는 중국 공산당에 가입하는 등 간부급으로 활동하여 요시찰 인물로 주목을 받았다.
그러나 1933년에 일본 간도총영사관 경찰서에 투항하면서 반대로 항일 세력과 공산주의자들을 탄압하는 공작원으로 일하게 되었다. 1934년 간도협조회가 설립되자 본부 조직부원 겸 통역계원, 본부 특별공작대 부대장으로 임명되어 밀정 활동에 나섰다. 공산당원을 유인해 체포하거나 살상하고 지하 조직을 파괴하며, 선전 작업으로 대중과 항일 세력을 떼어놓는 것이 주임무였다.
1936년에는 본부 제2특별공작대 대장으로 승진하여 안투 현 일대에서 활동했다. 밀정을 앞세워 항일 부대의 동태를 살피고 추적하는 일이었다. 유중희가 이끈 공작대는 둔화에서 항일 부대원을 체포하는 등 여러 차례 공을 세웠다. 이 무렵 유중희가 일본 정부로부터 받은 대우는 헌병 일등병에 해당한다.
1936년에는 간도협조회가 해체되고 만주국협화회로 흡수되는 개편이 이루어졌다. 유중희도 이때 과도기의 임시 조직인 만주국협화회의 간도성특별공작부로 소속을 옮겼다가, 이듬해 5월에 자결하여 사망했다.
대한민국 친일반민족행위진상규명위원회가 2007년에 발표한 친일반민족행위 195인 명단에 포함되었다. 2008년 민족문제연구소가 공개한 친일인명사전 수록예정자 명단 중 해외 부문에도 들어 있다.

## 같이 보기
- 간도협조회
- 만주국협화회

## 참고자료
- 친일반민족행위진상규명위원회 (2007년 12월). 〈유중희〉 (PDF). 《2007년도 조사보고서 II - 친일반민족행위결정이유서》. 서울. 2175~2184쪽쪽. 발간등록번호 11-1560010-0000002-10. [깨진 링크(과거 내용 찾기)]